# セント・チャールズ・カレッジ
セント・チャールズ・カレッジ（St. Charles College）は、カナダのオンタリオ州、サドバリーにあるセカンダリースクール（中学校、高校）である。また、学校の母体はカトリック教育委員会である。略称は「SCC」という。 
学校のモットーは"Goodness Discipline and Knowledge"（善意と規律と知識）である。
Cards Hockey・サッカー・ゴルフなど多くのスポーツに於いて活躍し、広く知られている。
また、優れた芸術部門でも知られる。The Arts Department はクリスマスコンサート・5月の音楽制作・春のコンサートの3つのイベントにおいて作品を提供し高い評価を得ている。
学校のマスコットはカーディナルで、デザインはバチカン市国の枢機卿をイメージしているという。

## 沿革
- 1951年にBasilian Fathersと市のカトリック学校教育委員会協力の下に、サドバリー西部パインストリートに男子校として設立された。
- 1980年代には入学者数が学校の定員をオーバーしたため、2つ目の校舎としてウェストエンド地区のとラバーズストリートにある旧St. Hubert SchoolをGrade9の生徒向けに開校した。
- 1986年、カトリックと公立の教育委員会が所有する建物を交換したため旧Garson-Falconbridge Secondary Schoolの校舎に学校を移す。
- 1993年に再び建物が交換され、現在の校舎になる。それと同時に学校は共学化され、初めて女子生徒を受け入れた。
- 2014年に改装工事が行われ、学校の拡張・カフェテリアの設置・Grade7,8用の教室や廊下が新たに建設された。[3]
- 2018年に留学生・移民向け【ESL〈English as a Second Language〉】のクラスが設置され、留学生受け入れを強化。[4]

## 著名な卒業生
- アーネスト・ジョセフ・ルメール（Ernest Joseph Lemaire）-  カナダの官僚
- ブライアン・ビガー（Brian Bigger） - カナダの法律家
- ロブ・マクドナルド（Rob MacDonald） - 演奏家